# Death Unlimited
Death Unlimited är det finländska melodisk death metal-bandet Northers tredje studioalbum, utgivet i mars 2004 på Spinefarm Records i Europa och  Japan.
Singeln "Spreading Death" föregick albumet. En musikvideo spelades in till titelspåret.

## Låtlista
1. "Nightfall" (instrumental) – 0:45
2. "Deep Inside" – 3:25
3. "Death Unlimited" – 4:38
4. "Chasm" – 4:16
5. "Vain" – 4:34
6. "A Fallen Star" – 5:30
7. "The Cure" – 4:43
8. "Day of Redemption" – 6:35
9. "Beneath" (instrumental) – 2:24
10. "Hollow" – 3:51
11. "Nothing" – 5:57
12. "Going Nowhere" – 4:22

Bonusspår på den japanska utgåvan
1. "Tornado of Souls" (Megadeth-cover) – 4:59

## Medverkande
Musiker
- Petri Lindroos – sång, bakgrundssång, körsång, gitarr
- Kristian Ranta – gitarr, sång, körsång
- Jukka Koskinen – basgitarr, körsång
- Tuomas Planman – keyboard
- Toni Hallio – trummor

Bidragande musiker
- Tunkki – körsång
- Vesseli – körsång

Produktion
- Ansi Kippo – producent, inspelningstekniker
- Teemu Auvinen – producent
- Kristian Ranta – producent
- Tuomas Planman – producent
- Mikko Karmila – mixning
- Mika Jussila – mastering
- Miikka Tikka – design
- Aiku Isohella – foto